# Patrick Lapeyre
Patrick Lapeyere (Parigi, 1949) è uno scrittore francese.
Esordì nel 1984 con il romanzo Il corpo infiammabile; nel 2010 vinse il Prix Femina con La vita è breve e il desiderio infinito (La vie est brève et le désir sans fin).
Predilige temi riguardanti la vita quotidiana e si ispira alla Nouvelle Vague.